# Łamigłówka
Łamigłówka – rozrywka umysłowa występująca w dwóch znaczeniach: po pierwsze jako układanka wymagająca logicznego myślenia i kombinowania, a po drugie jako zadanie do rozwiązania polegające na kombinacji liter, sylab, liczb, sytuacji.